# Gavião-preto
O gavião-preto (nome científico: Buteogallus urubitinga), conhecido como gavião-caipira, gavião-fumaça, cauã, tauató-preto, bútio-preto, bútio-preto-grande, socozinho ou urubutinga, é uma espécie de ave pertencente à família dos accipitrídeos de grande porte e que ocorre no leste do Panamá até a Argentina, e em todo o Brasil. É uma espécie que se alimenta de diversos animais pequenos e médios. Na fase jovem, o gavião-preto é parecido com a águia-cinzenta, o gavião-caboclo e o gavião-asa-de-telha; já na fase adulta, pode até ser confundido com o gavião-de-rabo-branco.

## Morfologia e alimentação
O gavião-preto tem sua morfologia parecida com a águia-solitária (Buteogallus solitaria), o macho chega a pesar quase um quilo e a fêmea pode alcançar até um quilo e duzentos gramas. Ao nascer, o Buteogallus urubitinga tem a plumagem por todo corpo de cor preta, as regiões supraocular e mento são amarelas, a cere e os pés são alaranjados e seu bico é preto. O gavião juvenil tem a plumagem escura, predominantemente marrom, com manchas pretas e de calção pardo, tem a cere acinzentada e tarsos amarelados. Sua plumagem, na fase adulta, é predominantemente preta, mas em sua cauda há uma coloração branca; às vezes, em suas coxas, podem-se observar listras brancas; além disso, seus pés e a cere são amarelos.Se assemelhando com o urubu preto quando em voo
É uma espécie que vai se deslocando de poleiro em poleiro para realizar sua caça, espreitando suas vítimas. Em geral, alimenta-se de presas pouco ágeis e sua dieta consiste em grandes insetos, anuras, peixes, sapos, ovos de aves, aves, cobras, tanto venenosas quanto não venenosas, mamíferos médios e lagartixas; no Brasil, suas principais presas são sapos, ratos, insetos, cobras e lagartixas.

## Subespécies
São reconhecidas duas subespécies:
- Buteogallus urubitinga urubitinga (Gmelin, 1788) — leste do Panamá até o norte da Argentina;
- Buteogallus urubitinga ridgwayi (Gurney, 1884) — norte do México até o oeste do Panamá.

## Reprodução

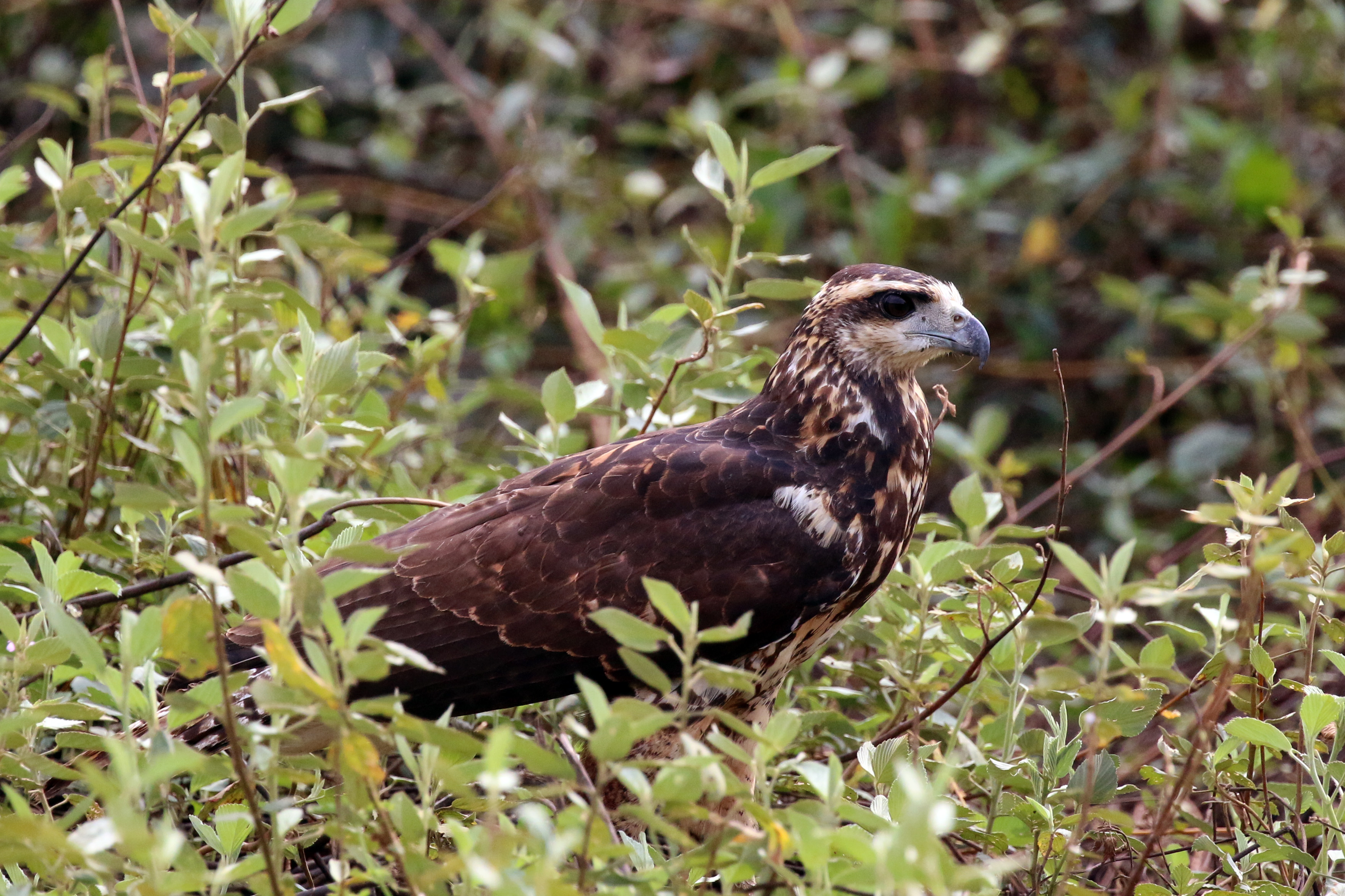
Juvenil de gavião-preto no Pantanal, Brasil

B. urubitinga tem seu período reprodutivo variando de julho a novembro. Seus ninhos são comumente feitos a grandes distâncias do solo e têm o formato de plataforma, chegando até a um metro e meio de comprimento. A câmara incubatória desses ninhos varia em suas medidas e possuem folhas verdes que são levadas pelos animais adultos. Geralmente, a fêmea põe dois ovos por período e a incubação acontece durante 40 dias. Seus ovos são brancos com manchas castanho escuro, variam no tamanho e no peso, podendo chegar a dimensões de 68×52 mm, com o peso de até 85 g. Os ninhegos permanecem nos ninhos até no máximo 70 dias de vida e nascem com a plumagem preta, com as regiões do mento e supraocular amareladas, bico preto e com os pés e e cere alaranjados.

## Conservação
Em relação à sua preservação, o animal em questão é considerado pela IUCN (União Internacional para a Conservação da Natureza) como pouco preocupante, classificado assim desde 1988, sendo uma ave que reside em diversos países da América Central e da América do Sul, como México, Bolívia e Peru. É uma população pouco fragmentada, com mais de 500 mil indivíduos maduros distribuídos e, em toda sua extensão, seus habitats são locais conservados, porém acontece de ocorrerem em locais não protegidos.

## Distribuição geográfica
O gavião-preto reside em todo o Brasil e do México até a Argentina. No Brasil, a espécie é encontrada em todas as regiões do país, sendo mais comum no sul e no sudeste.

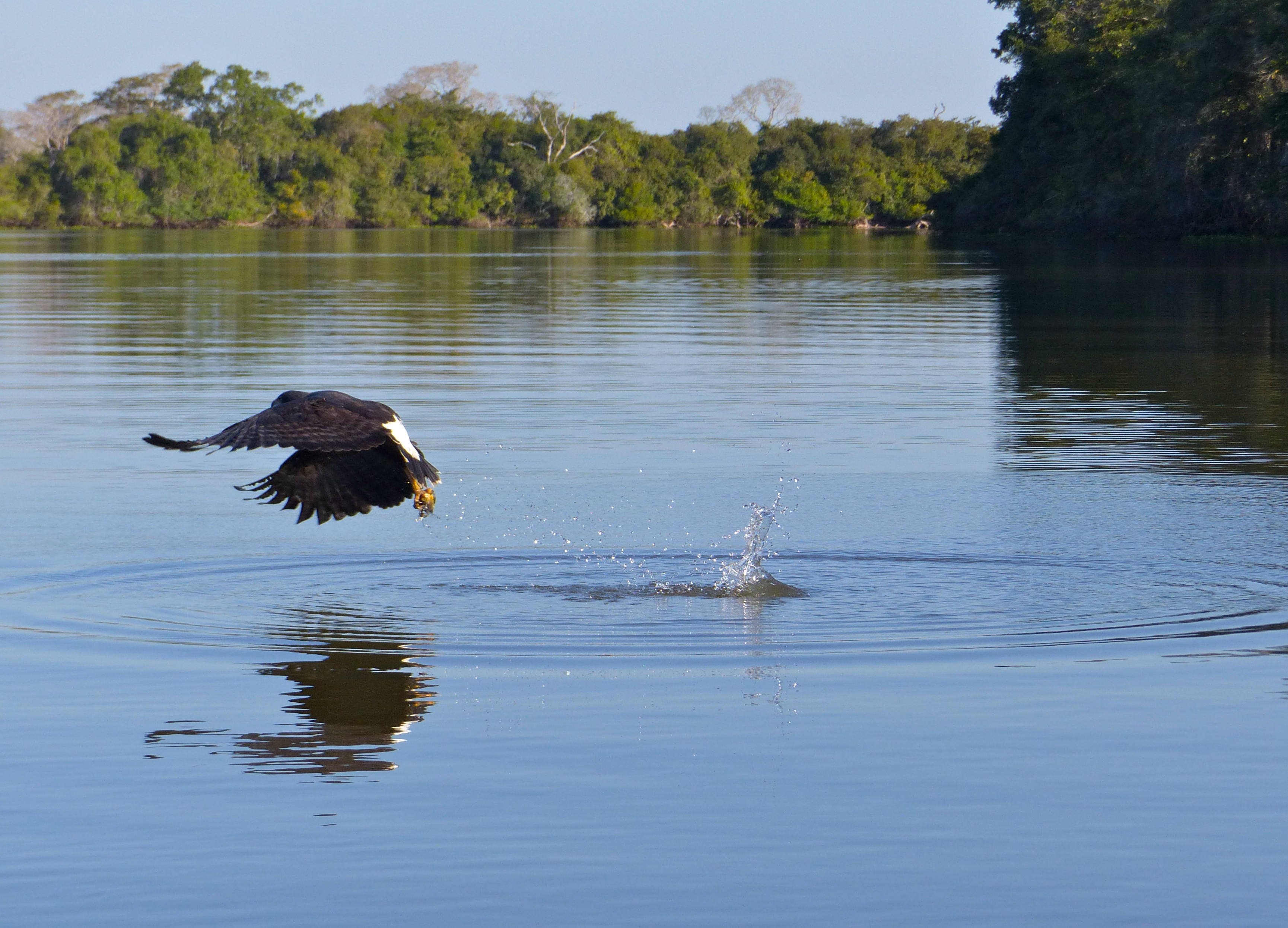
B. urubitinga pescando uma piranha no Rio Claro, na região da rodovia Transpantaneira, em Poconé, Mato Grosso

No México, há registros do gavião-preto nas cidades de Sonora, Sinaloa, Colima, Oaxaca, Chiapas, Tamaulipas, Veracruz, Campeche, Yucatán e Quintana Roo, mostrando-se uma ave comum no país. Em Belize, essa espécie é considerada como residente incomum, sendo mais encontrada no interior e nas terras mais altas. Em El Salvador, o gavião-preto é considerado um residente incomum atualmente, pois as florestas pantanosas, seu habitat, não existem mais no país. Em Honduras, U. urubitinga é considerado um residente incomum, mas na região de La Moskitia é conceituado como residente permanente incomum. Na Nicarágua, o gavião-preto é bastante comum na região do Pacífico e nas terras baixas do Caribe, sendo considerado como um residente permanente do país.
Na Costa Rica, essa ave é bastante comum nas terras baixas do Pacífico e do Caribe, mais numerosa em elevações médias e em regiões com muitas florestas, porém menos comum em áreas costeiras. No Panamá, o gavião-preto é bastante comum nas planícies de ambas as encostas, variando até as terras altas de Chiriquí. A espécie também ocorre do leste de Darién e no leste de San Blas, além de ser considerada residente razoavelmente comum na zona tropical. Na Colômbia, o U. urubitinga é considerado residente incomum, ocorrendo da fronteira com o Panamá ao sul, na costa do Pacífico, sendo ave comum no litoral, às margens do Cienaga Grande, na região de Santa Marta. No Equador, a espécie é conceituada como residente local na floresta úmida e ao longo dos rios nas terras baixas do leste do país e rara nas terras baixas do oeste. No Peru, o gavião-preto é um residente incomum ao longo da encosta do Pacífico, porém bastante comum nas florestas úmidas a leste dos Andes. No Paraguai, o U. urubitinga é considerado um residente de reprodução bastante comum em florestas úmidas e nos pântanos na maior parte do país. No Uruguai é um residente raro, mas que ocorre na parte norte do país, ao longo dos rios, dos pântanos e dos lagos. Na Argentina, o gavião-preto é bastante comum e há registro da presença dele o ano todo na Reserva El Bagual, província de Formosa.